# Hard Again
Hard Again es un álbum de estudio del músico estadounidense Muddy Waters. Publicado el 10 de enero de 1977, fue el primero de sus álbumes producido por Johnny Winter. Hard Again fue el primer álbum de Waters en Blue Sky Records después de dejar Chess Records y fue bien recibido por la crítica.
Hard Again alcanzó el puesto #143 en el Billboard 200, siendo esta su primera aparición en la lista desde Fathers and Sons en 1969. El álbum ganó el premio Grammy a la mejor grabación folk de música étnica o tradicional.

## Antecedentes
En agosto de 1975, Chess Records se vendió a All Platinum Records y se convirtió únicamente en un sello de reedición. Waters se fue en algún momento después de esto y no grabó ningún material de estudio nuevo hasta que firmó con el sello discográfico Blue Sky de Johnny Winter en octubre de 1976.

## Grabación
Hard Again se grabó en tres días. La producción de la sesión estuvo a cargo de Johnny Winter y la ingeniería de las sesiones estuvo a cargo de Dave Still – quien previamente diseñó álbumes de Edgar Winter, hermano de Johnny, Foghat y Alan Merrill. Waters usó su banda de gira de la época, compuesta por el guitarrista Bob Margolin, el pianista Pinetop Perkins y el baterista Willie “Big Eyes” Smith. Otros miembros de respaldo durante las sesiones fueron el armonicista James Cotton y el bajista Charles Calmese.

## Recepción de la crítica
Dan Oppenheimer de la revista Rolling Stone dijo que «Mannish Boy» sonaba como si hubiera sido grabada en vivo, mientras que tanto Oppenheimer como Daniel Gioffre de Allmusic afirman cuán poderosa es la batería de Willie “Big Eyes” Smith. Oppenheimer y Gioffre comparten la opinión de que Hard Again es el álbum de regreso de Muddy Waters. El crítico de PopMatters, Jordan Kessler, describe Hard Again como su mejor álbum de estudio, añadiendo: “Aunque Waters nunca volvería a alcanzar las alturas musicales de Hard Again, ese álbum, como el mural de Kobra, sigue siendo un monumento brillante para él y para lo mejor que puede ser el blues eléctrico de Chicago”.  Randall Parrish, crítico de Vivascene, describe Hard Again como “un álbum histórico verificado en la carrera de una leyenda amada por cualquier persona con un amor genuino y un intenso sentimiento apasionado por el blues”.

## Galardones
| Año  | Premio         | Categoría                                           | Resultado | Ref.   |
| ---- | -------------- | --------------------------------------------------- | --------- | ------ |
| 1977 | Premios Grammy | Mejor grabación folk de música étnica o tradicional | Ganador   | [ 15 ] |

## Legado
En julio de 2014, el músico Kenny Wayne Shepherd seleccionó Hard Again como el álbum que cambió su vida y comentó:

“Hard Again no es solo uno de los mejores álbumes de blues de todos los tiempos, es uno de los mejores álbumes de todos los tiempos. [...] Ese álbum me cambió en muchos sentidos. Tiene mucho que ver con mi interés por la música blues. Pero también decidí que, si iba a cantar, quería sonar como Muddy Waters. Pero no pude hacerlo cuando era joven. Esa es una de las razones por las que rehuí cantar durante tanto tiempo y solo me concentré en la guitarra. [...] Ha sido mi álbum favorito y me hizo querer tocar blues. Me inspira cada vez que la escucho. Me dan ganas de correr, tomar una guitarra y empezar a tocar.”

## Posicionamiento
| Gráfica (1977)                 | Pico de posición |
| ------------------------------ | ---------------- |
| Estados Unidos (Billboard 200) | 143              |